# 舟鰤
是輻鰭魚綱鱸形目鰺科舟鰤屬下的一種魚類，棲息於熱帶和暖溫帶外海，有與大型鯊魚、魟魚、海龜等海洋生物共生的習性。

## 分布
本魚分布於全球各大洋熱帶海域，深度0-300公尺。

## 特徵
舟鰤成魚體長約可長到60至70公分，體細長且側扁，外觀看起來黑白相間，從鰓側開始共有5至7條和身體方向垂直的黑色條紋，不過這些條紋在興奮時會有暫時性的變化，背鰭硬棘5-6枚、背鰭軟條25-29枚、臀鰭硬棘3枚、臀鰭軟條15-17枚。

## 生態

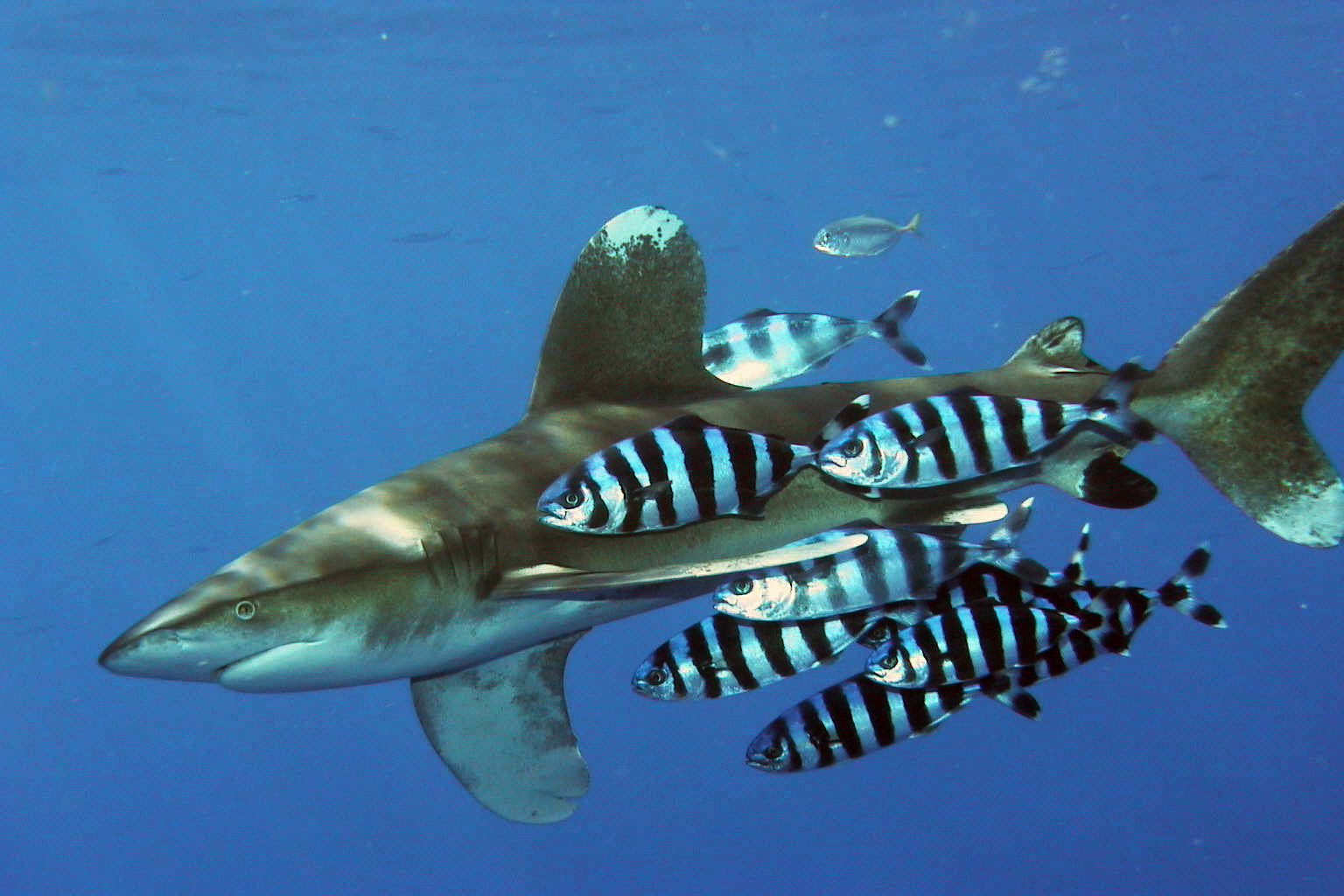
與遠洋白鰭鯊共游的舟鰤

舟鰤廣為人知的習性是牠會與其他海洋生物共生。幼魚時期，牠們常會與水母、海藻共生，並隨之漂流；成魚後則常常與鯊魚、魟魚、海龜等共游，有時也會跟隨著船隻活動。牠們藉由吃食其他生物身上的寄生蟲或食餘的殘渣碎肉而生，因此對其他生物而言，舟鰤可以幫助牠們清理身體，有時較小型的舟鰤甚至會進入鯊魚口中取食齒間肉屑。
舟鰤在英語中被稱為「領航魚」（Pilot fish）的原因有兩種說法，一種是說自古希臘時代開始，人們發現每當船隻往海岸方向前進時，舟鰤便會現身，因此人們相信舟鰤是在引領他們歸航；另一種說法是說每當舟鰤現身時，捕獲到大魚的機會就高，因此認為舟鰤能引領他們到正確的漁場。

## 經濟利用
可做為食用魚 遊釣魚及觀賞魚。